# Thymus longicaulis
Thymus longicaulis là một loài thực vật có hoa trong họ Hoa môi. Loài này được C.Presl miêu tả khoa học đầu tiên năm 1826.